# Kokoona ochracea
Kokoona ochracea är en benvedsväxtart som först beskrevs av Adolph Daniel Edward Elmer, och fick sitt nu gällande namn av Elmer Drew Merrill. Kokoona ochracea ingår i släktet Kokoona och familjen Celastraceae. Inga underarter finns listade.